# 尚義県
尚義県（しょうぎ-けん）は中華人民共和国河北省張家口市に位置する県。

## 歴史
1934年（民国23年）、商都県より分割設置された尚義設治局を前身とする。1936年（民国25年）に尚義県に改編された。1958年に廃止され張北県に編入されたが、1961年に再設置され現在に至る。

## 行政区画
- 鎮:南壕塹鎮、大青溝鎮、八道溝鎮、紅土梁鎮、小蒜溝鎮、三工地鎮、満井鎮
- 郷:大営盤郷、大蘇計郷、石井郷、七甲郷、套里荘郷、甲石河郷、下馬圏郷